# Фунта Њу Брансвика
Фунта Њу Брансвика (енгл. New Brunswick pound), је била валута Њу Брансвика до 1860. године. Фунта је била подељена је на 20 шилинга, сваки шилинг је имао 12 пенија, при чему је долар (у почетку шпански долар) био у оптицају у вредности од 5 шилинга (процена Халифакса).

## Историја
Њу Бранзсвик је 1852. године усвојио исти стандард за своју фунту који је користила провинција Канада са 1 британском фунтом = 1 фунта 4 шилинга 4 пенија у локалној валути (види канадску фунту). Фунта је замењена доларом 1860. године, по стопи од 1 долар = 5 шилинга.

## Кованице
Поред британских кованица и шпанских долара, 1834. и 1854. године издати су бакарни жетони у апоенима од ½ и 1 пенија.

## Новчанице
Пет овлашћених банака је издавало новчанице, Банк оф Фредериктон (1837-1838), Банк оф Њу Брунсвик (1820-1860), Централ Банк оф Њу Брунсвик (1847-1860), Шарлот Каунти Банк (1852-1859) и Комерцијална банка Њу Брансвика (1837-1860). Издати апоени су били од 5, 7½ и 10 шилинга, 1, 2, 3, 5, 10 и 25 фунти. Неке од новчаница Банке Њу Брунсвика и Централ Банк оф Њу Брунсвик такође су носиле апоен у доларима.